# Irydyna
Irydyna – organiczny związek chemiczny z grupy izoflawonów należących do grupy flawonoidów. Jest 7-glikozydem irygeniny. Może być wyizolowana z kilku gatunków kosaćców, w tym z kosaćca bródkowego i kosaćca różnobarwnego (Iris versicolor). Związek ten jest toksyczny, stąd też te rośliny są trujące dla ludzi i zwierząt. Związku nie należy mylnie zaliczać do grupy irydoidów.